# Carleton Place
Carleton Place est une municipalité canadienne de l'Est de l'Ontario, dans le comté de Lanark, à 38 kilomètres – soit environ une demi-heure sur la route Transcanadienne – à l'ouest d'Ottawa. Elle se trouve à la croisée de la route 15 et de la route 7, à mi-chemin entre Perth et la capitale canadienne, Ottawa. Sa population, en 2021, est de 12 517 habitants. 
Carleton Place, originellement appelé Morphy's Falls, est choisie comme site pour un moulin par Edmond Morphy en 1819. Elle est située sur la rivière Mississippi, un tributaire de la rivière des Outaouais. Elle devient un village en 1870 et une municipalité en 1890. Le nom donné plus tard à l'endroit était originellement Carlton Place, d'après la rue à Glasgow, mais l'orthographe fut modifiée en 1829.
Les moulins à textile et à bois ont tous deux été florissants à Carleton Place, mais aucun n'est aujourd'hui en opération. La fonderie Findlay a opéré à Carleton Place commençant dans les années 1860 et jusqu'en 1974, fabriquant des poêles à bois et divers articles de fonte.

## Démographie
| 2001  | 2006  | 2011  | 2016   |
| ----- | ----- | ----- | ------ |
| 9 083 | 9 453 | 9 809 | 10 644 |

| 2021   | - | - | - |
| ------ | - | - | - |
| 12 517 | - | - | - |

## Personnalités célèbres

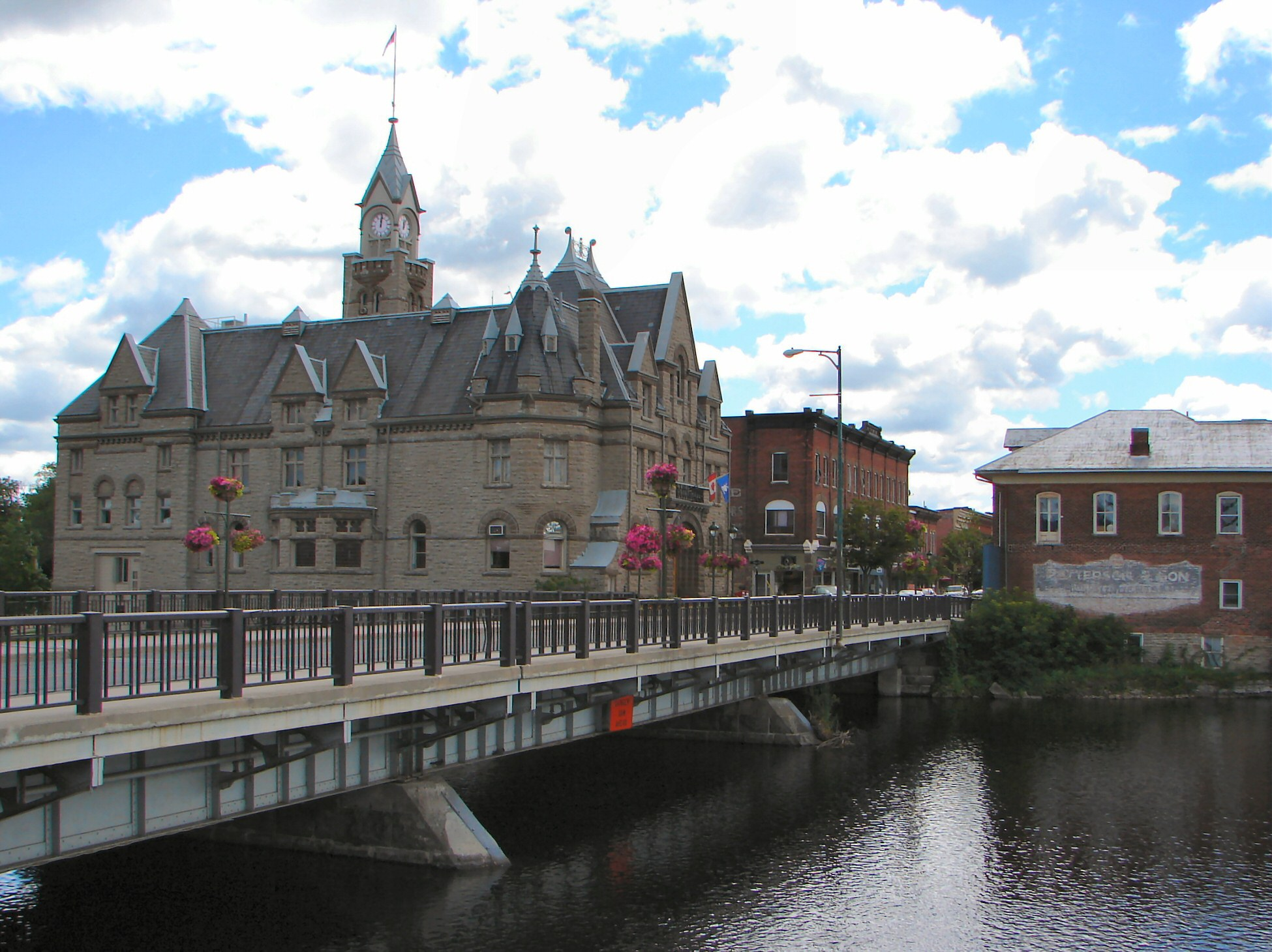
La mairie de Carleton Place et la rivière Mississippi.

Quelques gens célèbres originaires de Carleton Place :
- Arthur Roy Brown, qui aurait abattu le Baron Rouge
- Leslie McFarlane, écrivain